# كارولاينا فيرنر
كارولاينا فيرنر (بالألمانية: Carolina Werner)‏ هي متسابقة يخت ألمانية، ولدت في 2 مارس 1994 في كيل في ألمانيا.

## وصلات خارجية
- كارولاينا فيرنر على موقع أوليمبيديا (الإنجليزية)